# Aria (satrapia)

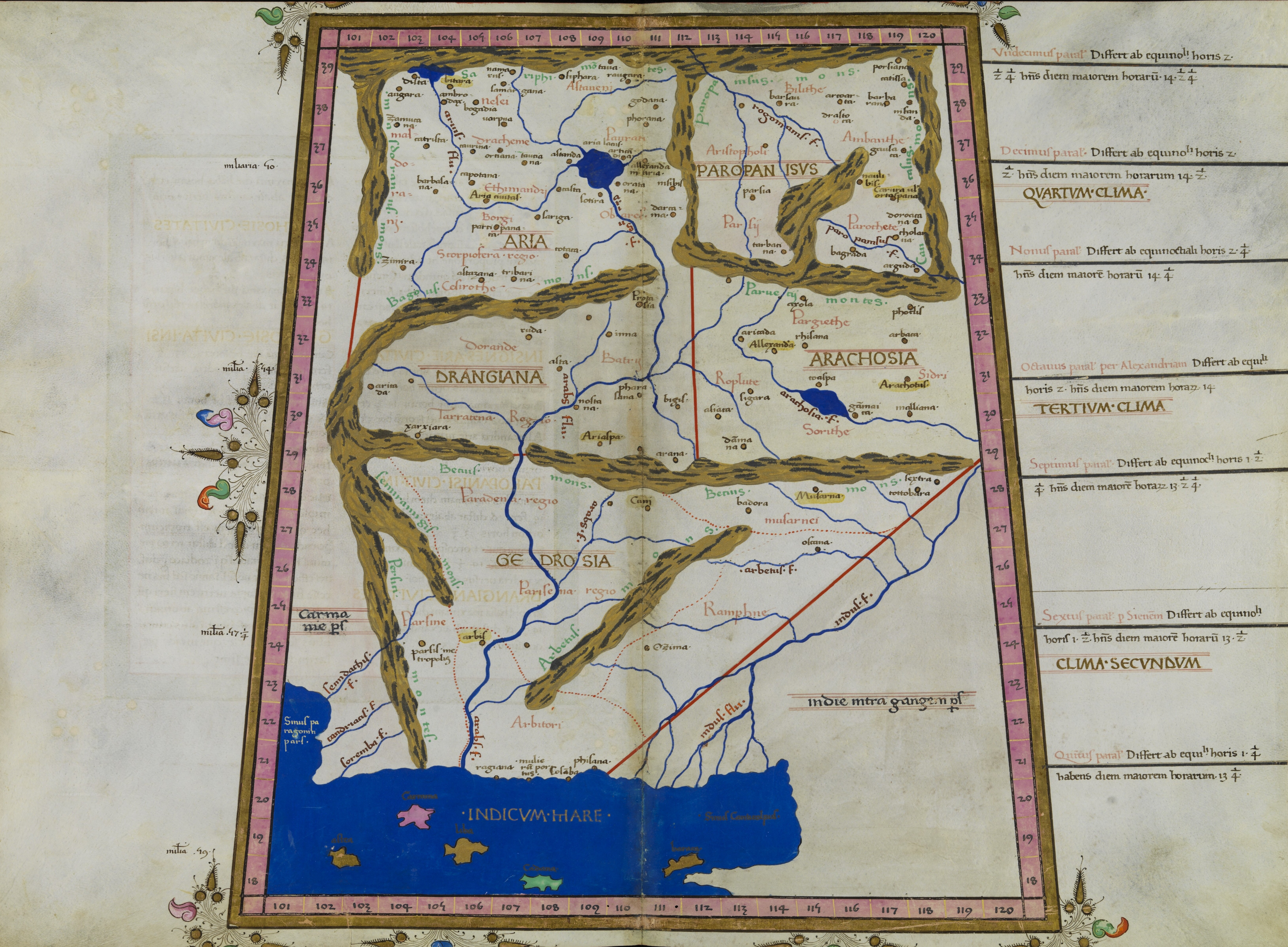
Mappa dell'Aria e delle regioni circostanti, opera di Nicolaus Germanus (XV secolo) sulla base dei dati di Claudio Tolomeo (II secolo)

L'Aria (in greco Ἀρ(ε)ία? Ar(e)ia, in latino Aria, in antico persiano Haraiva, in avestico Haraeuua) era una regione storica e una satrapia dell'Impero achemenide prima e dell'Impero sasanide poi, il cui centro principale è oggi la città di Herat, nell'Afghanistan occidentale. 

## Geografia
L'Aria includeva principalmente la valle del fiume Hari (in greco Ἄρ(ε)ιος, nome che Arriano applica all'intera regione), e che nell'antichità era considerata particolarmente fertile e ricca di vigneti. Catene montuose la separavano dal Paropamiso a oriente, dalla Partia a occidente e dalla Margiana e Ircania a nord, mentre un deserto la separava dalla Carmania e dalla Drangiana a sud. Viene descritta in maniera assai dettagliata da Tolomeo e Strabone e, nella definizione di questi autori, corrisponde quasi esattamente alla provincia di Herat dell'attuale Afghanistan. In questo senso, il termine è utilizzato correttamente anche da altri scrittori, come Erodoto (3.93.3, dove si elencano gli areioi assieme ai parti, ai corasmi e ai sogdiani); Diodoro Siculo (17.105.7; 18.39.6); Strabone (2.1.14; 11.10.1, cf. also 11.8.1 e 8; 15.2.8 e 9); Arriano (Anabasi 3.25.1); Pomponio Mela (1.12, dove si legge "vicinissima all'India vi è l'Ariane, cioè l'Aria”).
La capitale originaria era Artacoana (Ἀρτακόανα) o Articaudna (Ἀρτίκαυδνα), come la indica Tolomeo. Nelle sue vicinanze fu costruita una nuova capitale, o dallo stesso Alessandro Magno o dai suoi successori: Alessandria Ariana (Ἀλεξάνδρεια ἡ ἐν Ἀρίοις), l'attuale Herat. Oltre al capoluogo Tolomeo elenca vari altri centri, indice della prosperità della regione. Secondo Tolomeo ed Arriano le altre città erano:
| - Dista - Nabaris - Taua - Augara - Bitaxa - Sarmagana | - Sipharê - Rhagaura - Zamuchana - Ambrodax - Bogadia - Varpna | - Godana - Phoraga - Chatrisachê - Chauvrina - Orthiana - Taupana | - Astanda - Articaudna - Alessandria d'Aria - Babarsana - Caputana - Susia | - Aria civitas - Basica - Sotira - Orbetanê - Nisibis - Paracanacê | - Gariga - Darcama - Cotacê - Tribasina - Astasana - Zimyra |

## Storia
Il distretto achemenide dell'Aria compare negli elenchi di province inclusi in varie iscrizioni reali, quali l'iscrizione di Behistun di Dario I (ca. 520 a.C.). In alcuni rilievi, come nelle tombe reali di Naqsh-e Rostam e Persepoli, vengono rappresentati emissari della satrapia: indossano turbanti e vesti scitiche (una tunica con calzoni a sbuffo ed alti stivali)
All'epoca di Alessandro Magno, l'Aria conservava ancora la sua importanza. Era amministrata da un satrapo, Satibazarne, uno dei tre principali magistrati persiani nell'est dell'impero, assieme a Besso della Battria e Barsaente dell'Aracosia. Sul finire dell'anno 330 a.C. Alessandro conquistò la capitale Artacoana. Dopo il crollo dell'impero di Alessandro la provincia passò all'impero seleucide, quindi fu presa dall'impero partico nel 167. In seguito l'Aria divenne una provincia dell'impero sasanide.